# Humboldt, Iowa
Humboldt là một thành phố thuộc quận Humboldt, tiểu bang Iowa, Hoa Kỳ. Năm 2010, dân số của thành phố này là 4690 người.

## Dân số
Dân số qua các năm:
- Năm 2000: 4452 người.
- Năm 2010: 4690 người.